# 田老テレビ中継局
田老テレビ中継局（たろうテレビちゅうけいきょく）は、岩手県宮古市の旧下閉伊郡田老町域に置かれているテレビ中継局。

## 中継局概要

### デジタルテレビ放送
| リモコン 番号 | 放送局名               | チャンネル 番号 | 空中線 電力 | ERP   | 偏波面   | 放送対象地域 | 放送区域 内世帯数 | 運用開始日     |
| ------------- | ---------------------- | --------------- | ----------- | ----- | -------- | ------------ | ----------------- | -------------- |
| 1             | NHK 盛岡総合           | 23              | 50mW        | 410mW | 水平偏波 | 岩手県       | 約700世帯         | 2010年 3月30日 |
| 2             | NHK 盛岡教育           | 21              | 50mW        | 410mW | 水平偏波 | 全国         | 約700世帯         | 2010年 3月30日 |
| 4             | TVI テレビ岩手         | 24              | 50mW        | 410mW | 水平偏波 | 岩手県       | 約700世帯         | 2010年 3月30日 |
| 5             | IAT 岩手朝日テレビ     | 22              | 50mW        | 410mW | 水平偏波 | 岩手県       | 約700世帯         | 2010年 3月30日 |
| 6             | IBC 岩手放送           | 25              | 50mW        | 410mW | 水平偏波 | 岩手県       | 約700世帯         | 2010年 3月30日 |
| 8             | mit 岩手めんこいテレビ | 20              | 50mW        | 410mW | 水平偏波 | 岩手県       | 約700世帯         | 2010年 3月30日 |

- 所在地： 宮古市田老青砂里の旧国民宿舎山王閣跡地
- 放送区域： 宮古市の一部[2]（田老地区）
- 2009年11月25日に予備免許が交付され[3][4]、2010年2月下旬に試験放送開始。同年3月29日に本免許が交付され[1]、3月30日に本放送を開始した[1]。なお、IATは平成21年経済危機対策によるデジタル新局である。

### アナログテレビ放送
| チャンネル 番号 | 放送局名               | 空中線 電力         | ERP                  | 偏波面   | 放送対象地域 | 放送区域 内世帯数 | 運用開始日      |
| --------------- | ---------------------- | ------------------- | -------------------- | -------- | ------------ | ----------------- | --------------- |
| 50              | NHK 盛岡教育           | 映像100mW/ 音声25mW | 映像740mW/ 音声185mW | 水平偏波 | 全国         | -                 | 1978年 12月22日 |
| 52              | NHK 盛岡総合           | 映像100mW/ 音声25mW | 映像740mW/ 音声185mW | 水平偏波 | 岩手県       | -                 | 1978年 12月22日 |
| 54              | IBC 岩手放送           | 映像100mW/ 音声25mW | 映像740mW/ 音声185mW | 水平偏波 | 岩手県       | -                 | 1978年 12月20日 |
| 56              | TVI テレビ岩手         | 映像100mW/ 音声25mW | 映像740mW/ 音声185mW | 水平偏波 | 岩手県       | -                 | 1978年 12月20日 |
| 58              | mit 岩手めんこいテレビ | 映像100mW/ 音声25mW | 映像740mW/ 音声185mW | 水平偏波 | 岩手県       | -                 | -               |

- 2011年7月24日をもってすべて廃止される予定だったが、東北地方太平洋沖地震（東日本大震災）発生を受けて、終了時期が2012年3月31日まで延期された。なお、IATにはチャンネルが割り当てられていなかった。